# Patricia Morison
Patricia Morison, född 19 mars 1915 i New York, död 20 maj 2018 i Los Angeles, var en amerikansk skådespelare och sångare. Hon studerade vid Art Students League of New York. Efter att ha medverkat i mindre scenuppsättningar debuterade hon på Broadway 1933. Sin största framgång på Broadway fick hon i en av huvudrollerna i musikalen Kiss Me, Kate som spelades över 1 000 gånger 1948–1951.
Hon filmdebuterade 1939 och kom att medverka i över 30 filmer.

## Filmografi i urval
- 1943 – Sången om Bernadette
- 1945 – Jag ger mig aldrig!
- 1945 – Utan kärlek
- 1946 – Sherlock Holmes i fara
- 1947 – Melodin som gäckade skuggan